# ميناء صفاقس
ميناء صفاقس هو ميناء تجاري حكومي يقع في مدينة صفاقس التونسية. أسس سنة 1985 ووسع سنة 1996. وهو مينـاء متعدد الاختصاصات.

## وصلات خارجية
- ديوان البحرية التجارية والمواني
- دليل ديوان البحرية التجارية والموانئ على موقع اتحاد الموانئ البحرية العربية